# Notochodaeus maculatus
Notochodaeus maculatus is een keversoort uit de familie Ochodaeidae. De wetenschappelijke naam van de soort werd in 1875 als Ochodaeus maculatus gepubliceerd door Charles Owen Waterhouse.